# هوندا سی‌بی۱۲۵
هوندا سی‌بی‌۱۲۵ (به انگلیسی: Honda CB125) یک موتورسیکلت ژاپنی ساخته شده توسط کمپانی هوندا از ۱۹۷۱–۱۹۸۵ (۱۹۷۳–۱۹۸۵ در ایالات متحده). در این پیشرانه دارای یک سیلندر میل‌سوپاپ بالاسری (OHC) با خط قرمز ۹۵۰۰ دور در دقیقه بود. مدل "S" از سال ۱۹۷۱ تا ۱۹۷۵ تولید شد و در سال ۱۹۷۶ با مدل "J" جایگزین شد (مدل‌های آمریکایی نام S را حفظ کردند). مدل جدید دارای سر دو تکه، ۱۲۴ سانتی‌متر مکعب (۷٫۶ اینچ مکعب) و کاربراتور بزرگتر بود.